# モンディアル・オーストラリア女子ハードコート選手権
モンディアル・オーストラリア女子ハードコート選手権（Mondial Australian Women's Hardcourts）は、毎年1月上旬にオーストラリア・ゴールドコーストで開催されていたWTAテニストーナメントである。1997年から2008年まで行われた。2009年以降は男女共催のブリスベン国際に移行している。

## 大会歴代優勝者

### シングルス
| 年   | 優勝者                 | 準優勝者                       | 決勝結果           |
| ---- | ---------------------- | ------------------------------ | ------------------ |
| 2008 | 李娜                   | ビクトリア・アザレンカ         | 4–6, 6–3, 6–4      |
| 2007 | ディナラ・サフィナ     | マルチナ・ヒンギス             | 6–3, 3–6, 7–5      |
| 2006 | ルーシー・サファロバ   | フラビア・ペンネッタ           | 6–3, 6–4           |
| 2005 | パティ・シュナイダー   | サマンサ・ストーサー           | 1–6, 6–3, 7–5      |
| 2004 | 杉山愛                 | ナディア・ペトロワ             | 1–6, 6–1, 6–4      |
| 2003 | ナタリー・ドシー       | マリー＝ガイアネ・ミカエリアン | 6–3, 3–6, 6–3      |
| 2002 | ビーナス・ウィリアムズ | ジュスティーヌ・エナン         | 7–5, 6–2           |
| 2001 | ジュスティーヌ・エナン | シルビア・ファリナ・エリア     | 7–6(7–5), 6–4      |
| 2000 | シルビア・タラヤ       | コンチタ・マルティネス         | 6–1, 3–6, 6–0      |
| 1999 | パティ・シュナイダー   | マリー・ピエルス               | 4–6, 7–6(7–5), 6–2 |
| 1998 | 杉山愛                 | マリア・ベント＝カブチ         | 7–5, 6–0           |
| 1997 | エレーナ・リホフツェワ | 杉山愛                         | 3–6, 7–6(9–7), 6–3 |

### ダブルス
| 年   | 優勝者                                            | 準優勝者                                            | 決勝結果       |
| ---- | ------------------------------------------------- | --------------------------------------------------- | -------------- |
| 2008 | ディナラ・サフィナ アグネシュ・サバイ             | 晏紫 鄭潔                                           | 6–1, 6–2       |
| 2007 | ディナラ・サフィナ カタリナ・スレボトニク         | イベタ・ベネソバ ガリナ・ボスコボワ                 | 6–3, 6–4       |
| 2006 | ディナラ・サフィナ メガン・ショーネシー           | カーラ・ブラック レネ・スタブス                     | 6–2, 6–3       |
| 2005 | エレーナ・リホフツェワ マグダレナ・マレーバ       | マリア・エレナ・カメリン シルビア・ファリナ・エリア | 6–3, 5–7, 6–1  |
| 2004 | スベトラーナ・クズネツォワ エレーナ・リホフツェワ | リーゼル・フーバー マグダレナ・マレーバ             | 6–3, 6–4       |
| 2003 | スベトラーナ・クズネツォワ マルチナ・ナブラチロワ | ナタリー・ドシー エミリー・ロワ                     | 6–4, 6–4       |
| 2002 | ジュスティーヌ・エナン メガン・ショーネシー       | アサ・スベンソン ミリアム・オレマンス               | 6–1, 7–6(8–6)  |
| 2001 | ジュリア・カソーニ ヤネッテ・フサロバ             | ケイティー・シュルークバー メガン・ショーネシー     | 7–6(11–9), 7–5 |
| 2000 | ジュリー・アラール＝デキュジス アンナ・クルニコワ | サビーネ・アペルマンス リタ・グランデ               | 6–3, 6–0       |
| 1999 | コリーナ・モラリュー ラリサ・ネーランド           | クリスティン・クンシェ イリナ・スピールリア         | 6–3, 6–3       |
| 1998 | エレーナ・リホフツェワ 杉山愛                     | 朴晟希 王思婷                                       | 1–6, 6–3, 6–4  |
| 1997 | 雉子牟田直子 宮城ナナ                             | ルクサンドラ・ドラゴミル シルビア・ファリナ・エリア | 7–6, 6–1       |